# Psyrassa cribricollis
Psyrassa cribricollis là một loài bọ cánh cứng trong họ Cerambycidae.